# Vaarasaari (ö i Lappland, Tunturi-Lappi)
Vaarasaari är en ö i Finland. Den ligger i sjön Pasmajärvi och i kommunen Kolari i den ekonomiska regionen  Fjäll-Lappland  och landskapet Lappland, i den norra delen av landet, 800 km norr om huvudstaden Helsingfors. Öns area är 0,8 hektar och dess största längd är 240 meter i sydöst-nordvästlig riktning.